# آلبر مارکه
آلبر مارکه (انگلیسی: Albert Marquet؛ ۲۷ مارس ۱۸۷۵ – ۱۴ ژوئن ۱۹۴۷) نقاش فرانسوی سبک فوویسم بود. او در ابتدا یکی از نقاشان فوویسم بود ولی پس از آن نقاشی‌هایی در سبک ناتورالیسم، منظره، پرتره و بدن برهنه زنان نیز خلق کرد. آلبر مارکه یکی از دوستان صمیمی آنری ماتیس بود.

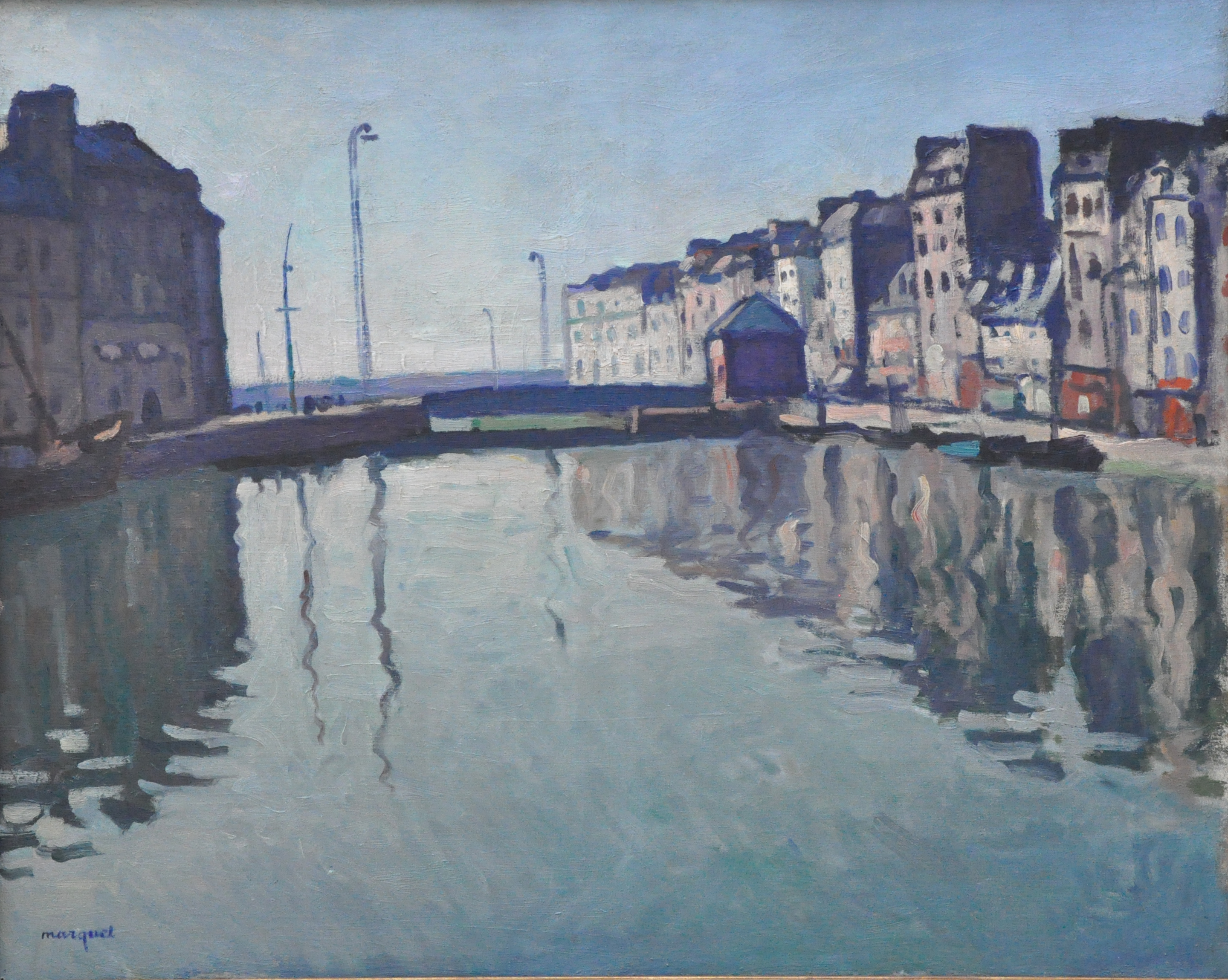
لو آور، فرانسه آلبر مارکه

## زندگی‌نامه
آلبر مارکه در سال ۱۸۷۵ در شهر بوردو زاده شد. در سال ۱۸۹۰ برای تحصیل در مدرسهٔ ملی هنرهای تزئینی اکول ده بوزار به پاریس رفت و درآنجا با هنری ماتیس آشنا شد و این آشنایی به دوستی مادام‌العمر آن‌ها انجامید، او و ماتیس مدتی هم اتاقی بودند و از کارهای یکدیگر تأثیر پذیرفتند. آلبر مارکه تحصیلات هنری خود را از سال ۱۸۹۲ در کالج هنرهای زیبا و تحت آموزش‌های گوستاو مورو هنرمند نمادگرایی که پیرو سبک رومانتیسیسم اوژن دولاکروا بود دنبال کرد.
در طی این سال‌ها او نقاشی‌هایش را در سالن مستقلین به نمایش گذاشت و هر چند نقاشی‌های معدودی را فروخت ولی جامعه نقاشان فرانسه با آثارش آشنا شدند. او در این دوران مخارج زندگی خود را از طریق سفارش‌های نقاشی تأمین می‌کرد، از جمله کار بر روی پروژه نقاشی دیواری در گراند پالاس که در سال ۱۹۰۰ برای نمایشگاه پاریس با همکاری هانری ماتیس اجرا شد.
کمپوزیسیون‌های اولیه آثارش با رنگ‌های روشن فوویستها مشخص می‌شوند، طراحی‌های او در این آثار بسیار کنترل شده و دارای نورپردازی‌های مشخصی هستند که نه تنها با تشدید قویترین رنگ‌مایه‌ها بلکه با نمایان ساختن کمرنگترین رنگ‌ها کار شده‌اند.
در سال ۱۹۰۵ او در سالن پاییز کارهایش را به نمایش گذاشت
کارهایش در کنار آثار نقاشانی چونهنری ماتیس، موریس دو ولامینک، آندره دورن، اتون فریس، ژرژ روئو، رائول دوفی، هانری مانگوئن، جرج براک، لوئیس والتات، ژرژ دوفرنوی و ژان پوی به نمایش گذاشته شد.
در همین نمایشگاه بود که منتقدین هنری با دیدن شدت رنگهای روشن و تند آثارشان و ضربه قلم موهای جسورانه آنان تعجب زده شدندو به آنان لقب نقاشان فوویست را دادند.
هر چند مارکه سال‌ها با فووها نقاشی کرد ولی در نقاشی‌هایش کمتر از رنگ‌های تند و بسیار روشن و رنگ‌مایه‌های قوی استفاده کرد، او با استفاده از امتزاج رنگ‌های مکمل به عنوان رنگ و نه به عنوان سایه روشن سبک و مشخصهٔ خاصی در کارهایش به وجود آورد. او معمولاً با شیوهٔ طبیعت گرایانه تری نقاشی‌های خود را خلق نموده‌است.
در اواخر سال ۱۹۰۷ او و ماتیس در پاریس ماندند و اوقات خود را وقف به تصویر کشیدن مناظر آنجا کردند، تفاوت اساسی بین نقاشی‌های آن‌ها ابن بود که در حالیکه ماتیس رنگ‌های بسیار روشن را بکار می‌برد، مارکه به رنگ‌های مات‌تر و خاکستری‌تر علاقه‌مند بود، بنفشها، زردها و آبی‌های خاکستری رنگ... او از رنگ سیاه معمولاً به عنوان رنگ کنتراست شدید در مقابل رنگ‌های روشن فرم‌هایی چون شاخه‌های درختان یا طراحی‌های خطی فیگورهای انسان استفاده می‌کرد که در مقابل زردهای بسیار روشن پیاده‌روها یا خیابان‌ها آن را بکار می‌برد، تفاوت دیگر آن‌ها این بود که مارکه از پرسپکتیو سنتی در آثارش استفاده می‌کرد هر چند کمپوزیسیون‌های او دارای ساختمان‌بندی مستطیل گونه هستند و سطوح با خطوط طراحی از هم جدا می‌شوند.
آلبر مارکه از سال ۱۹۰۷ تا زمان مرگش به تناوب به کار در استودیویی در پاریس و کشیدن نقاشی‌های مناظر سواحل آبی کشورهای اروپایی و آفریقای شمالی مخصوصاً الجزیره پرداخت. او در سفرهای دریایی خود دریاها و کشتی‌ها، نور و همچنین زندگی پرشور شهری سواحل دریا را به تصویر کشیده است، او اساساً بعد از سفرش با ماتیس به مراکش در سال ۱۹۱۲ ارتباط خود را با گروه «فووها» گسست و بیشتر به نقاشی‌های مناظر روی آورد.
در میان شهرهای اروپایی او مجذوب ناپل و ونیز شد، دریا و کشتی‌های این شهرهای زیبا و نور منعکس شده در آب از تم‌های مورد علاقه مارکه بودند، او تکنیکی را برای نقاشی برگزید که همانند امپرسیونیستها نبود، بکارگیری سطوح بزرگ ساده به عنوان بستر آب و بدون انعکاس وهم برانگیزی که بر روی آن کشتی‌ها در سطوحی مختلف نمایان می‌شدند و محدودهٔ حرکت بزرگی را داشتند. آثار «تالاب ونیز» او نمایانگر بارز این سبک اوست .. در این کارها آب در زاویه درستی نسبت به سطح تصویر ایستاده است و کشتی‌های بزرگ به راحتی بر روی آن در نوسان هستند، با انعکاسی درست که فضای مناسب را برای حرکت آنان به وجود آورده است، رنگ‌های آثار او در این دوران (۱۹۲۰) بسیار شبیه نقاشی‌های هنری ماتیس هستند،
کنتراست‌های شدیدتر رنگ‌ها، موج‌های دریا را نمایان می‌کنند که با طراحی‌های ساده همراه می‌شوند و رنگ‌هایی که به درستی به منظره حس حرکتی صلح‌آمیز را می‌دهند. فیگورهای انسان‌ها بسیار ساده شده هستند با طراحی‌های خطی با روشی که می‌توان آن را شبیه سبک نقاشی ژاپنی شیجو دانست، ماتیس می‌گوید «وقتی به هوکوسائی نگاه می‌کنم به مارکه می‌اندیشم منظور من تقلید از آثار هوکوسائی نیست بلکه شباهت به آثارش هست...».
در طی سفرهایش به آلمان و سوئد، مارکه موضوعاتی را نقاشی کرد که می‌پسندید، رودخانه، مناظر دریا، بنادر، کشتی‌ها و همچنین مناظر شهری، در طول این سال‌ها او بارها به موضوعات تکرار شوندهٔ خود بازگشت با تفاوت‌های کمی که در نورپردازی آثارش داشت، در این دوران پرتره‌های معدودی را نقاشی کرد، در بین سال‌های ۱۹۱۴–۱۹۱۰ مجموعه‌ای از بدن‌های برهنه زنان را کشید ولی نقاشی‌های مناظر او شناخته شده تر هستند.
برخلاف آثار ماتیس دوره‌های مشخصی از تغییرات تم‌ها و سبک‌ها را در کارهای آلبر مارکه نمی‌توان جست.

## وفات
آلبر مارکه در سال ۱۹۴۷ در فرانسه در گذشت.

## نگارخانه

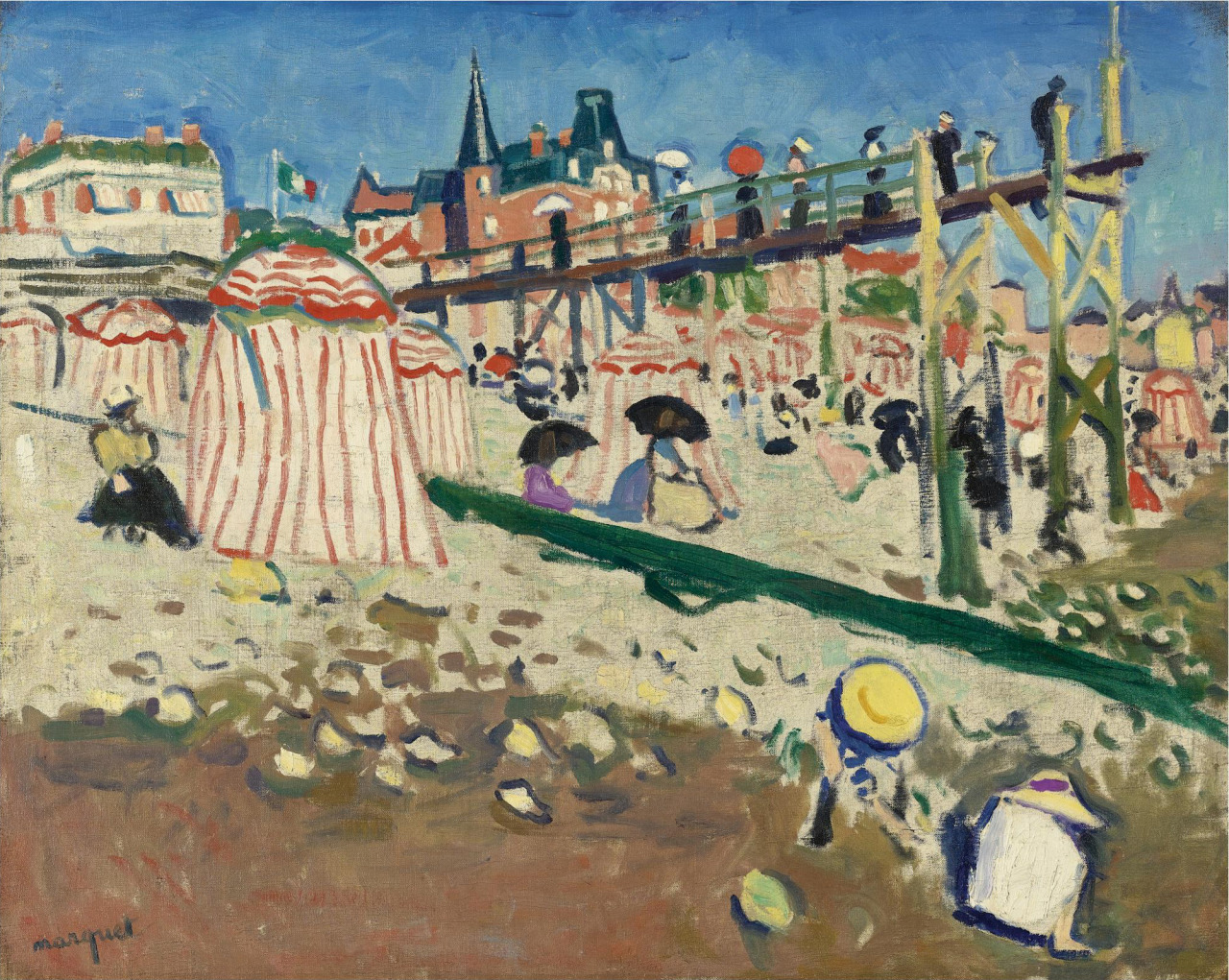